# Sarkophag des Kaiemnefret
Der Sarkophag des Kaiemnefret aus Rosengranit ist Teil der altägyptischen Sammlung des Roemer- und Pelizaeus-Museums in Hildesheim (Inventarnummer PM 3177). Er wird in das Alte Reich, 4. Dynastie, um 2500 v. Chr. datiert. 
Der Sarkophag wurde in Gizeh (G II S) auf dem Südfriedhof in der Sargkammer der Mastaba des Kaiemnefret (auch: Kai-em-Nefret oder Kaemneferet) an seinem Originalstandort gefunden und hat eine Länge von 222 cm, eine Höhe von 104 cm sowie eine Breite von 80 cm.

## Gestaltung
Die Außenwände des Sarkophags mit seinen nischenartigen Türen gleichen einer Palastfassade. Dies zeigt die Bedeutung des Sarkophags als Haus des Verstorbenen im Jenseits. An den Längsseiten sind jeweils 14 und auf den Schmalseiten jeweils fünf nischenartige Türen eingearbeitet. Sie umziehen den gesamten Sarkophag wie ein Fries. Die nischenartigen Türen setzen sich aus der eigentlichen Türöffnung mit aufgerollter Matte, einem unteren Architrav und einem darüber gesetzten Oberlicht zusammen. 
Das Türmotiv findet man bereits auf Holzsärgen der Thinitenzeit (ca. 3000–2700 v. Chr.), es soll dem Verstorbenen die Möglichkeit geben, seinen Sarg jederzeit verlassen zu können. Der Deckel nimmt die Form der sogenannten unterägyptischen Kapelle auf und unterstreicht damit zusätzlich die ideelle Gleichsetzung von Haus und Sarkophag. An den Schmalseiten befinden sich Wulstvorsprünge. 
In gewisser Weise erinnert die äußere Dekoration des Sarkophags an die nischengegliederte Umfassungsmauer des Djoser-Pyramidenbezirkes in Sakkara. Sowohl die Wanne als auch der Deckel des Sarkophags tragen auf der einen Seite eine kurze Inschrift, die den Namen und den Titel des Eigentümers nennt und ihn als „Kämmerer des Königs“, als hochgestellten Angehörigen der mittleren Beamtenschaft, ausweist.